# Oreophyton
Oreophyton é um género botânico pertencente à família Brassicaceae.